# Artocarpus odoratissimus
Artocarpus odoratissimus – gatunek drzewa z rodziny morwowatych, pochodzący z Indonezji i Filipin. Jest uprawiany w niektórych krajach Azji Południowo-Wschodniej.

## Morfologia
PokrójDrzewo osiągające do 25 m wysokości.
LiścieNaprzemianległe, podługowato-jajowate, o długości do 50 cm.
KwiatyNiepozorne, w dużych kwiatostanach.
OwoceZłożone, eliptyczne o długości 16 cm, zielone. Ważą ok. 1 kg.

## Zastosowanie
Uprawiany w Malezji, Tajlandii i na Filipinach ze względu na smaczne owoce, po obróbce termicznej wykorzystywane także w kuchni tajskiej i malajskiej. Poza tym obszarem praktycznie nieznany.